# Heterofóbia
A heterofóbia félelem, idegenkedés a heteroszexuálisoktól, a másik nemtől, illetve a heteroszexuális magatartástól. Tágabb értelemben a heteroszexuálisok elleni diszkrimináció általános megnevezése, hasonlóan a faji diszkrimináció esetében használt rasszizmus, és a nemi diszkrimináció esetében használt szexizmus kifejezéshez.
A heteroszexuálisok ellen irányuló diszkrimináció bizonyított ügyei ritkák. A tipikusnak mondható kisebb esetek azok, amikor a homoszexuális közönségre specializálódott, úgynevezett melegbárok megtagadják a belépést a heteroszexuális kísérő részére, vagy látványosan megemelt belépti díjat kérnek el a másik nemhez tartozó vendégektől. Ez szintén egyfajta szexizmus lehet.
A heterofóbia sokak számára zavarba ejtő kifejezés. Egyesek ezt is csupán egynek tekintik a számos áltudományos frázis közül. Mások párhuzamot vonnak a heterofóbia és a homofóbia között, néhányan pedig a szó etimológiai helytelensége mellett érvelnek. [forrás?]

## Daphne Patai értelmezése
Daphne Patai könyvében, a „Heterophobia: Sexual Harassment and the Future of Feminism” (Heterophobia: Szexuális zaklatás és a feminizmus jövője) című munkában a férfiak és nők közötti szexuális kontaktus elutasításának rokon értelmű kifejezéseként használja. Patai a heterofóbiát a feminizmuson keresztül vizsgálja, és azt állítja, hogy az ideológia olyannyira fertőzően férfiellenessé vált, hogy a mozgalom olyan tagjait, akiket romantikus szálak fűznek férfiakhoz, előfordul, hogy kiközösítik.

## A popkultúrában
A rapper Eminem „Criminal” című dalában szarkasztikusan használja a kifejezést: „Homophobic? Nah you're just Heterophobic”.